# Сайусло (река)
Сайусло (англ. Siuslaw River) — река на западе штата Орегон, США. Длина составляет около 177 км; площадь бассейна — 2002 км². Средний расход воды в районе города Мейплтон, в 38 км от устья, составляет 56 м³/с.
Берёт начало в горах на юго-западе округа Лейн, в 16 км к западу от города Коттедж-Гров. Течёт преимущественно в западном и северо-западном направлениях. Протекает через город Суисхом. Впадает в Тихий океан вблизи города Флоренс. В нижнем течении река протекает через национальный лес Сайусло. Ранее река была местом нереста чавычи и кижуча. В то время как местная популяция чавычи и сегодня является довольно существенной, популяция кижуча сократилась с около 209 тыс. особей в 90-х годах XIX века до 3 тыс. особей в 90-х годах XX века. Болота вблизи устья реки являются местом обитания множества перелётных птиц. Долина Сайусло ранее была популярным местом лесозаготовок.